# Chester A. Arthur
Chester Alan Arthur (født 5. oktober 1829, død 18. november 1886) var USA's 21. præsident i perioden 1881 – 1885. Han underskrev Chinese Exclusion Act 6. maj 1882. 